# Aire d'attraction de Saint-Pierre - Le Tampon
L'aire d'attraction de Saint-Pierre - Le Tampon est un zonage d'étude défini par l'Insee pour caractériser l'influence de la commune de Saint-Pierre sur les communes environnantes. Publiée en octobre 2020, elle se substitue à l'aire urbaine de Saint-Pierre, qui comportait 4 communes dans le zonage de 2010.

### Carte

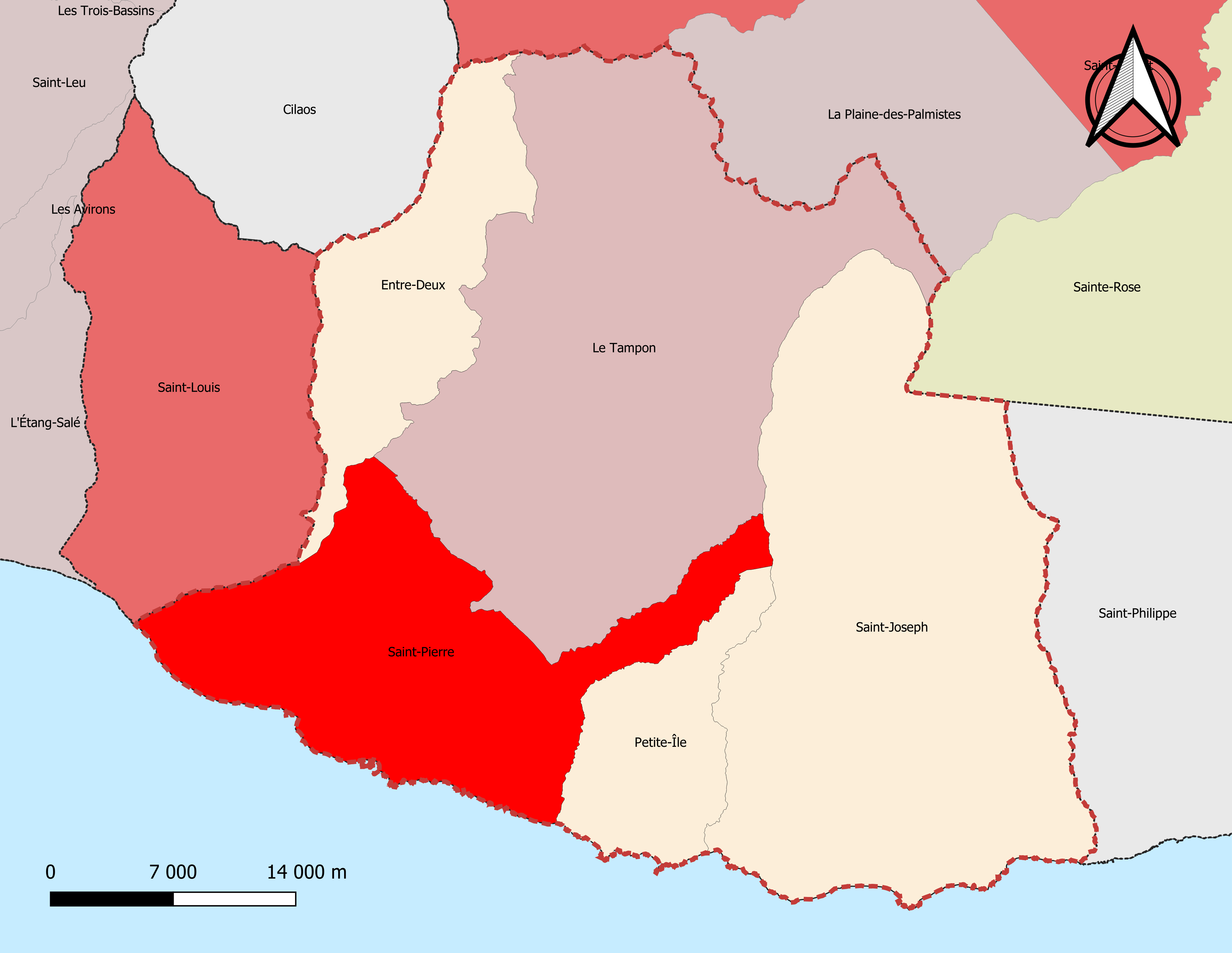
Carte de l'aire d'attraction de Saint-Pierre - Le Tampon.
Commune-centre
Commune du pôle principal
Commune de la couronne

## Définition
L'aire d'attraction d'une ville est composée d'un pôle, défini à partir de critères de population et d'emploi ainsi que d'une couronne constituée des communes dont au moins 15 % des actifs travaillent dans le pôle. Le pôle d'attraction constitue ainsi un point de convergence des déplacements domicile-travail,.

## Géographie
L'aire d'attraction de Saint-Pierre - Le Tampon est une aire intra-départementale qui comporte 5 communes dans La Réunion. 

### Composition communale
| Nom          | Code Insee | Département | Statut                    | Superficie (km2) | Population (dernière pop. légale) | Densité (hab./km2) | Modifier                                    |
| ------------ | ---------- | ----------- | ------------------------- | ---------------- | --------------------------------- | ------------------ | ------------------------------------------- |
| Entre-Deux   | 97403      | La Réunion  | commune de la couronne    | 66,83            | 7 115 (2022)                      | 106                | modifier les données · modifier les données |
| Petite-Île   | 97405      | La Réunion  | commune de la couronne    | 33,93            | 12 920 (2022)                     | 381                | modifier les données · modifier les données |
| Saint-Joseph | 97412      | La Réunion  | commune de la couronne    | 178,50           | 38 992 (2022)                     | 218                | modifier les données · modifier les données |
| Saint-Pierre | 97416      | La Réunion  | commune-centre            | 95,99            | 85 254 (2022)                     | 888                | modifier les données · modifier les données |
| Le Tampon    | 97422      | La Réunion  | commune du pôle principal | 165,43           | 81 964 (2022)                     | 495                | modifier les données · modifier les données |

## Démographie
Cette aire est catégorisée dans les aires de 200 000 à moins de 700 000 habitants, une catégorie qui regroupe 23,6 % de la population au niveau national.